# Dion DiMucci
Dion DiMucci znany jako Dion (ur. 18 lipca 1939 w Bronksie) – amerykański wokalista śpiewający mieszankę rock and rolla, doo wop i rhythm and bluesa oraz folk rocka i country rocka.
Dion był jednym z pierwszych nastoletnich idoli. Był popularny w pierwszej połowie lat sześćdziesiątych. Swą popularność utrzymał do czasu pojawienia się nowoczesnego rocka w połowie lat sześćdziesiątych. Nieaktywny przez kilka lat (ciężkie uzależnienie od narkotyków). Pojawił się znów jako śpiewak folkrockowy. Mimo regularnych nagrań nie powrócił już nigdy do wcześniejszej popularności.
Dion przez większość część swej kariery wspierany był przez zespół wokalny The Belmonts.
W 1989 Dion został wprowadzony do Rock and Roll Hall of Fame.
Dyskografia Diona:
- 1959 Presenting Dion & the Belmonts
- 1960 Wish Upon a Star
- 1961 Dion Alone
- 1961 Runaround Sue
- 1962 Lovers Who Wander
- 1963 Donna the Prima Donna
- 1963 Ruby Baby
- 1963 By Special Request
- 1963 Dion Sings to Sandy & All Other Girls
- 1963 Love Came to Me
- 1967 Together Again
- 1968 Dion
- 1969 Wonder Where I'm Bound
- 1970 Sit Down Old Friend
- 1971 You're Not Alone
- 1972 Sanctuary
- 1972 Suite for Late Summer
- 1972 Dion & the Belmonts Live 1972
- 1975 Born to Be with You
- 1976 Streetheart
- 1978 Only Jesus
- 1978 Return of the Wanderer
- 1980 Inside Job
- 1984 Seasons
- 1985 Kingdom in the Streets
- 1986 Velvet & Steel
- 1989 Yo Frankie
- 1992 Dream on Fire
- 1995 Rock 'n Roll Christmas
- 2000 Déjà Nu
- 2001 Live in New York City